# Copa AFC 2022
La Copa AFC 2022 fue la 19.ª edición del segundo torneo de fútbol más importante a nivel de clubes de Asia organizado por la Confederación Asiática de Fútbol.
El campeón del torneo fue Al-Seeb de Omán, que consiguió su primer título en la competición, clasificó a la Liga de Campeones de la AFC 2023-24 en su fase preliminar.

## Clasificación de asociaciones
Para esta edición, las asociaciones fueron ubicadas de acuerdo a la clasificación según desempeño en torneos internacionales publicada el 29 de noviembre de 2019, que toma en cuenta las ediciones de la AFC Champions League y la AFC Cup durante el periodo entre 2016 y 2019.
| Participación en la Copa AFC 2022 | Participación en la Copa AFC 2022 |
| --------------------------------- | --------------------------------- |
|                                   | Participa                         |
|                                   | No participa                      |

| Rank  | Rank  | Asociación                    | Puntos                        | Plazas         | Plazas   | Plazas    | Plazas    |          |
| Rank  | Rank  | Asociación                    | Puntos                        | Fase de Grupos | Play-off | Play-off  | Play-off  | Play-off |
| Zona  | AFC   | Asociación                    | Puntos                        | Fase de Grupos | Play-off | Prelim. 2 | Prelim. 1 |          |
| ----- | ----- | ----------------------------- | ----------------------------- | -------------- | -------- | --------- | --------- | -------- |
| 1     | 12    | Jordania                      | 33.852                        | 0              | 0        | 0         | 0         |          |
| 2     | 21    | Líbano                        | 24.746                        | 2              | 0        | 0         | 0         |          |
| 3     | 22    | Siria                         | 22.505                        | 2              | 0        | 0         | 0         |          |
| 4     | 24    | Baréin                        | 17.749                        | 2              | 0        | 0         | 0         |          |
| 5     | 29    | Omán                          | 8.531                         | 2              | 0        | 0         | 0         |          |
| 6     | 30    | Palestina                     | 7.297                         | 2              | 0        | 0         | 0         |          |
| 7     | 34    | Kuwait                        | 4.711                         | 2              | 0        | 0         | 0         |          |
| 8     | 42    | Yemen                         | 0.000                         | 0              | 0        | 0         | 0         |          |
| Total | Total | Asociaciones participantes: 6 | Asociaciones participantes: 6 | 12             | 0        | 0         | 0         |          |
| Total | Total | Asociaciones participantes: 6 | Asociaciones participantes: 6 | 12             | 0        |           |           |          |
| Total | Total | Asociaciones participantes: 6 | Asociaciones participantes: 6 | 12             |          |           |           |          |

| Rank  | Rank  | Asociaciones                  | Puntos                        | Plazas         | Plazas   | Plazas    | Plazas    | Plazas   |
| Rank  | Rank  | Asociaciones                  | Puntos                        | Fase de Grupos | Play-off | Play-off  | Play-off  | Play-off |
| Zona  | AFC   | Asociaciones                  | Puntos                        | Fase de Grupos | Play-off | Prelim. 2 | Prelim. 1 |          |
| ----- | ----- | ----------------------------- | ----------------------------- | -------------- | -------- | --------- | --------- | -------- |
| 1     | 10    | Uzbekistán                    | 45.562                        | 1              | 0        | 0         | 0         |          |
| 2     | 17    | Tayikistán                    | 28.361                        | 2              | 0        | 0         | 0         |          |
| 3     | 20    | Turkmenistán                  | 26.532                        | 2              | 0        | 0         | 0         |          |
| 4     | 33    | Kirguistán                    | 5.466                         | 2              | 0        | 0         | 0         |          |
| 5     | 41    | Afganistán                    | 0.206                         | 0              | 0        | 0         | 0         |          |
| Total | Total | Asociaciones participantes: 4 | Asociaciones participantes: 4 | 7              | 0        | 0         | 0         |          |
| Total | Total | Asociaciones participantes: 4 | Asociaciones participantes: 4 | 7              | 0        |           |           |          |
| Total | Total | Asociaciones participantes: 4 | Asociaciones participantes: 4 | 7              |          |           |           |          |

| Rank  | Rank  | Asociación                    | Puntos                        | Plazas         | Plazas   | Plazas    | Plazas    | Plazas   |
| Rank  | Rank  | Asociación                    | Puntos                        | Fase de Grupos | Play-off | Play-off  | Play-off  | Play-off |
| Zona  | AFC   | Asociación                    | Puntos                        | Fase de Grupos | Play-off | Prelim. 2 | Prelim. 1 |          |
| ----- | ----- | ----------------------------- | ----------------------------- | -------------- | -------- | --------- | --------- | -------- |
| 1     | 15    | India                         | 23.888                        | 1              | 0        | 1         | 0         |          |
| 2     | 25    | Bangladés                     | 16.690                        | 1              | 0        | 1         | 0         |          |
| 3     | 26    | Maldivas                      | 14.798                        | 1              | 0        | 0         | 1         |          |
| 4     | 36    | Nepal                         | 1.148                         | 0              | 0        | 0         | 1         |          |
| 5     | 37    | Sri Lanka                     | 0.774                         | 0              | 0        | 0         | 1         |          |
| 6     | 38    | Bután                         | 0.688                         | 0              | 0        | 0         | 1         |          |
| 7     | 42    | Pakistán                      | 0.000                         | 0              | 0        | 0         | 0         |          |
| Total | Total | Asociaciones participantes: 6 | Asociaciones participantes: 6 | 3              | 0        | 2         | 4         |          |
| Total | Total | Asociaciones participantes: 6 | Asociaciones participantes: 6 | 3              | 6        |           |           |          |
| Total | Total | Asociaciones participantes: 6 | Asociaciones participantes: 6 | 9              |          |           |           |          |

| Rank  | Rank  | Asociación                    | Puntos                        | Plazas         | Plazas   | Plazas    | Plazas    | Plazas   |
| Rank  | Rank  | Asociación                    | Puntos                        | Fase de Grupos | Play-off | Play-off  | Play-off  | Play-off |
| Zona  | AFC   | Asociación                    | Puntos                        | Fase de Grupos | Play-off | Prelim. 2 | Prelim. 1 |          |
| ----- | ----- | ----------------------------- | ----------------------------- | -------------- | -------- | --------- | --------- | -------- |
| 1     | 13    | Filipinas                     | 32.130                        | 1              | 0        | 0         | 0         |          |
| 2     | 16    | Vietnam                       | 28.571                        | 1              | 0        | 0         | 0         |          |
| 3     | 18    | Malasia                       | 26.960                        | 2              | 0        | 0         | 0         |          |
| 4     | 19    | Singapur                      | 26.607                        | 2              | 0        | 0         | 0         |          |
| 5     | 27    | Birmania                      | 12.756                        | 0              | 0        | 0         | 0         |          |
| 6     | 28    | Indonesia                     | 12.550                        | 2              | 0        | 0         | 0         |          |
| 7     | 31    | Camboya                       | 6.770                         | 2              | 0        | 0         | 0         |          |
| 8     | 35    | Laos                          | 2.241                         | 1              | 0        | 0         | 0         |          |
| 9     | 42    | Brunéi                        | 0.000                         | 0              | 0        | 0         | 0         |          |
| 10    | 42    | Timor Oriental                | 0.000                         | 0              | 0        | 0         | 0         |          |
| Total | Total | Asociaciones participantes: 7 | Asociaciones participantes: 7 | 11             | 0        | 0         | 0         |          |
| Total | Total | Asociaciones participantes: 7 | Asociaciones participantes: 7 | 11             | 0        |           |           |          |
| Total | Total | Asociaciones participantes: 7 | Asociaciones participantes: 7 | 11             |          |           |           |          |

| Rank  | Rank  | Asociación                    | Puntos                        | Plazas         | Plazas   | Plazas    | Plazas    | Plazas   |
| Rank  | Rank  | Asociación                    | Puntos                        | Fase de Grupos | Play-off | Play-off  | Play-off  | Play-off |
| Zona  | AFC   | Asociación                    | Puntos                        | Fase de Grupos | Play-off | Prelim. 2 | Prelim. 1 |          |
| ----- | ----- | ----------------------------- | ----------------------------- | -------------- | -------- | --------- | --------- | -------- |
| 1     | 14    | Corea del Norte               | 30.100                        | 0              | 0        | 0         | 0         |          |
| 2     | 23    | Hong Kong                     | 19.945                        | 1              | 1        | 0         | 0         |          |
| 3     | 32    | Macao                         | 5.489                         | 1              | 0        | 0         | 0         |          |
| 4     | 39    | República de China            | 0.457                         | 1              | 0        | 0         | 0         |          |
| 5     | 40    | Mongolia                      | 0.274                         | 0              | 1        | 0         | 0         |          |
| 6     | 42    | Guam                          | 0.000                         | 0              | 0        | 0         | 0         |          |
| 7     | 42    | Islas Marianas del Norte      | 0.000                         | 0              | 0        | 0         | 0         |          |
| Total | Total | Asociaciones participantes: 4 | Asociaciones participantes: 4 | 3              | 2        | 0         | 0         |          |
| Total | Total | Asociaciones participantes: 4 | Asociaciones participantes: 4 | 3              | 2        |           |           |          |
| Total | Total | Asociaciones participantes: 4 | Asociaciones participantes: 4 | 5              |          |           |           |          |

## Calendario
El calendario de la competición fue el siguiente.
Debido a que la Copa Mundial tuvo lugar entre el 21 de noviembre y 18 de diciembre, el torneo empezó en abril y concluyó a finales de octubre de 2022.
| Fase           | Ronda                                      | Fecha de sorteo     | Jornada                                                   |
| -------------- | ------------------------------------------ | ------------------- | --------------------------------------------------------- |
| Preliminar     | Ronda preliminar 1                         | —                   | 5 de abril (S)                                            |
| Preliminar     | Ronda preliminar 2                         | —                   | 12 de abril (S, E)                                        |
| Play-off       | Ronda de play-off                          | —                   | 19 de abril (S), 17 de mayo (A, E)                        |
| Fase de grupos | Jornada 1                                  | 17 de enero de 2022 | 18 de mayo (W, S), 24 de junio (C, A, E)                  |
| Fase de grupos | Jornada 2                                  | 17 de enero de 2022 | 21 de mayo (W, S), 27 de junio (C, A, E)                  |
| Fase de grupos | Jornada 3                                  | 17 de enero de 2022 | 24 de mayo (W, S), 30 de junio (C, A, E)                  |
| Eliminatorias  | Semifinales zonales                        | 17 de enero de 2022 | 9–10 de agosto (A), 5–6 de septiembre (W)                 |
| Eliminatorias  | Final zonal                                | TBD                 | 16–17 de agosto (C) 23–24 de agosto (A), 4 de octubre (W) |
| Eliminatorias  | Semifinales de la eliminatoria inter-zonal | TBD                 | 6–7 de septiembre                                         |
| Eliminatorias  | Final de la eliminatoria interzonal        | TBD                 | 5 de octubre                                              |
| Eliminatorias  | Final                                      | TBD                 | 22 de octubre                                             |

Notas
- A: Zona ASEAN
- C: Zona de Asia Central
- E: Zona de Asia Oriental
- S: Zona del Sur de Asia
- W: Zona del Oeste de Asia

## Equipos participantes
En la siguiente tabla, el número de torneos disputados (T. D.) y última aparición (U. A.), cuentan solo aquellas participaciones desde la temporada inaugural del torneo (incluyendo rondas de clasificación).
| Club              | Método de clasificación                                | T. D. (U. A.) |
| ----------------- | ------------------------------------------------------ | ------------- |
| Al-Ansar          | Campeón de la Primera División de Líbano 2020-21       | 8 (2021)      |
| Nejmeh            | Subcampeón de la Primera División de Líbano 2020-21    | 10 (2019)     |
| Teshrin           | Campeón de la Liga Premier de Siria 2020-21            | 2 (2021)      |
| Jableh            | Campeón de la Copa de Siria 2020-21                    | 1             |
| Riffa             | Campeón de la Liga Premier de Baréin 2020-21           | 6 (2020)      |
| East Riffa        | Subcampeón de la Liga Premier de Baréin 2020-21        | 1             |
| Al-Seeb           | Campeón de la Liga Profesional de Omán 2019-20         | 1             |
| Dhofar            | Campeón de la Copa del Sultán Qabus 2020-21            | 6 (2020)      |
| Shabab Al-Khaleel | Campeón de la Liga Premier de Cisjordania 2020-21      | 2 (2017)      |
| Hilal Al-Quds     | Tercer lugar de la Liga Premier de Cisjordania 2020-21 | 5 (2020)      |
| Al-Arabi          | Campeón de la Liga Premier de Kuwait 2020-21           | 2 (2009)      |
| Al-Kuwait         | Campeón de la Copa del Emir 2020-21                    | 11 (2021)     |

| Club             | Método de clasificación                               | T. D. (U. A.) |
| ---------------- | ----------------------------------------------------- | ------------- |
| Sogdiana         | Subcampeón de la Super Liga de Uzbekistán 2021        | 1             |
| Khujand          | Campeón de la Copa de Tayikistán 2021                 | 6 (2021)      |
| CSKA Pamir       | Tercer lugar de la Liga de Fútbol de Tayikistán 2021  | 1             |
| Altyn Asyr       | Campeón de la Liga Superior de Turkmenistán 2021      | 7 (2020)      |
| Köpetdag Aşgabat | Cuarto lugar de la Liga Superior de Turkmenistán 2021 | 1             |
| Dordoi Bishkek   | Campeón de la Liga de fútbol de Kirguistán 2021       | 7 (2021)      |
| Neftchi          | Campeón de la Copa de Kirguistán 2021                 | 2 (2020)      |

| Club              | Método de clasificación                        | T. D. (U. A.) |
| ----------------- | ---------------------------------------------- | ------------- |
| Gokulam Kerala    | Campeón de la I-League 2020-21                 | 1             |
| Bashundhara Kings | Campeón de la Liga Premier de Bangladés 2021   | 3 (2021)      |
| Maziya            | Campeón de la Liga Premier de Maldivas 2020-21 | 8 (2021)      |

| Club            | Método de clasificación                                                | T. D. (U. A.) |
| --------------- | ---------------------------------------------------------------------- | ------------- |
| ATK Mohun Bagan | Segundo lugar de la temporada regular de la Superliga de India 2020-21 | 2 (2021)      |
| Dhaka Abahani   | Tercer lugar de la Liga Premier de Bangladés 2021                      | 5 (2020)      |

| Club       | Método de clasificación                           | T. D. (U. A.) |
| ---------- | ------------------------------------------------- | ------------- |
| Valencia   | Subcampeón de la Liga Premier de Maldivas 2020-21 | 5 (2017)      |
| Machhindra | Representante de la Liga de Fútbol de Nepal       | 1             |
| Blue Star  | Campeón de la Super Liga de Sri Lanka 2021        | 1             |
| Paro       | Campeón de la Liga Nacional de Bután 2021         | 2 (2020)      |

| Club              | Método de clasificación                          | T. D. (U. A.) |
| ----------------- | ------------------------------------------------ | ------------- |
| Kaya              | Campeón de la Copa Paulino Alcántara 2021        | 4 (2020)      |
| Viettel           | Segundo lugar de la V. League 1 2021             | 1             |
| Kuala Lumpur City | Campeón de la Copa de Malasia 2021               | 1             |
| Kedah             | Subcampeón de la Superliga de Malasia 2021       | 4 (2021)      |
| Hougang United    | Tercer lugar de la Liga Premier de Singapur 2021 | 2 (2020)      |
| Tampines Rovers   | Cuarto lugar de la Liga Premier de Singapur 2021 | 13 (2020)     |
| Bali United       | Campeón de la Liga 1 de Indonesia 2019           | 4 (2021)      |
| Makassar          | Campeón de la Piala Indonesia 2018-19            | 3 (2020)      |
| Phnom Penh Crown  | Campeón de la Liga C de Camboya 2021             | 2 (2017)      |
| Visakha           | Campeón de la Copa Hun Sen 2021                  | 2 (2021)      |
| Young Elephants   | Tercer lugar de la Liga Premier de Laos 2020     | 1             |

| Club         | Método de clasificación                             | T. D. (U. A.) |
| ------------ | --------------------------------------------------- | ------------- |
| Eastern      | Subcampeón de la Liga Premier de Hong Kong 2020-21  | 3 (2021)      |
| Chao Pak Kei | Campeón de la Liga de Elite 2021                    | 2 (2020)      |
| Tainan City  | Campeón de la Liga Premier de Fútbol de Taiwán 2021 | 2 (2021)      |

| Club         | Método de clasificación                              | T. D. (U. A.) |
| ------------ | ---------------------------------------------------- | ------------- |
| Lee Man      | Tercer lugar de la Liga Premier de Hong Kong 2020-21 | 2 (2021)      |
| Athletic 220 | Campeón de la Liga de Fútbol de Mongolia 2021        | 2 (2021)      |

## Sorteo
El sorteo de la Fase de grupos se celebró el 17 de enero de 2022 a las 16:00 MYT (UTC+8), en la sede de la AFC en Kuala Lumpur, Malasia. Los 39 equipos se dividieron en nueve grupos de cuatro y uno de tres: tres grupos en la Zona del Oeste (Grupos A-C), un grupo en la Zona del Sur de Asia (Grupo D), dos grupos en la Zona de Asia Central (Grupos E-F), tres grupos en la Zona ASEAN (Grupos G-I) y un grupo en la Zona de Asia Oriental (Grupo J). Los equipos de una misma asociación no se podían incluir en el mismo grupo, a menos que provengan de la ronda clasificatoria. Los equipos se asignaron en bombos y se colocaron en las posiciones relevantes dentro de cada grupo en consideración al equilibrio técnico entre los mismos.
| Bombo   | Bombo 1                      | Bombo 2                                | Bombo 3                        | Bombo 4                                |
| ------- | ---------------------------- | -------------------------------------- | ------------------------------ | -------------------------------------- |
| Equipos | - Al-Ansar - Teshrin - Riffa | - Al-Seeb - Shabab Al-Khaleel - Nejmeh | - Jableh - East Riffa - Dhofar | - Hilal Al-Quds - Al-Arabi - Al-Kuwait |

| Bombo   | Bombo 1                  | Bombo 2                       | Bombo 3                         | Bombo 4   |
| ------- | ------------------------ | ----------------------------- | ------------------------------- | --------- |
| Equipos | - Uzbekistán 1 - Khujand | - Altyn Asyr - Dordoi Bishkek | - CSKA Pamir - Köpetdag Aşgabat | - Neftchi |

| Bombo   | Bombo 1                                     | Bombo 2                                     | Bombo 3                                      | Bombo 4                                          |
| ------- | ------------------------------------------- | ------------------------------------------- | -------------------------------------------- | ------------------------------------------------ |
| Equipos | - Filipinas 1 - Viettel - Kuala Lumpur City | - Hougang United - Birmania 1 - Bali United | - Phnom Penh Crown - Kedah - Tampines Rovers | - Hanthawaddy United - Makassar - Ganador PO 3.2 |

## Fase clasificatoria
En la fase clasificatoria, cada eliminatoria se jugó como un partido único. Prórroga y tanda de penaltis se utilizaron para decidir el ganador si era necesario.
El cuadro de la fase clasificatoria para cada región se determinó en función de la clasificación de la asociación de cada equipo en donde se debieron disputar rondas preliminares, con el equipo de la asociación de mayor clasificación como anfitrión del partido. Los equipos de la misma asociación no se podían colocar en la misma eliminatoria. Los tres ganadores de la ronda de play-off avanzaron a la Fase de grupos para completar a los 36 participantes directos.

### Ronda preliminar 1
- Un total de cuatro clubes ingresaron a la Ronda preliminar 1.
- Partidos el 5 de abril de 2022.
| Equipo 1   | Resultado   | Equipo 2  |
| ---------- | ----------- | --------- |
| Machhindra | 1–2         | Blue Star |
| Valencia   | 2–1 (t. s.) | Paro      |

### Ronda preliminar 2
- Un total de cuatro equipos jugaron en la Ronda preliminar 2: dos equipos entraron en esta ronda y los dos ganadores de la Ronda preliminar 1.
- Partidos el 12 de abril de 2022.
| Equipo 1        | Resultado | Equipo 2  |
| --------------- | --------- | --------- |
| ATK Mohun Bagan | 5–0       | Blue Star |
| Dhaka Abahani   | w/o       | Valencia  |

### Ronda de play-off
- Un total de cuatro equipos jugaron en la Ronda de play-off: dos equipos entraron en esta ronda y los dos ganadores de la Ronda preliminar 2.
- Partidos el 19 de abril de 2022.
| Equipo 1        | Resultado | Equipo 2      |
| --------------- | --------- | ------------- |
| ATK Mohun Bagan | 3–1       | Dhaka Abahani |

| Equipo 1 | Resultado | Equipo 2     |
| -------- | --------- | ------------ |
| Lee Man  | 2–1       | Athletic 220 |

## Fase de grupos
Los 39 equipos se dividieron en nueve grupos de cuatro y uno de tres: tres grupos en la Zona del Oeste (Grupos A-C), un grupo en la Zona del Sur de Asia (Grupo D), dos grupos en la Zona de Asia Central (Grupos E-F), tres grupos en la Zona ASEAN (Grupos G-I) y un grupo en la Zona de Asia Oriental (Grupo J). Los partidos fueron en sedes centralizadas confirmadas por la AFC.
Criterios de desempate
Los equipos se clasificaron por puntos (3 puntos por una victoria, un punto por un empate, 0 puntos por una derrota). En caso de empate a puntos, los desempates se aplicaron en el siguiente orden (Artículo 8.3 del reglamento):
1. Puntos en partidos cara a cara entre equipos empatados;
2. Diferencia de goles en partidos cara a cara entre equipos empatados;
3. Goles anotados en partidos cara a cara entre equipos empatados;
4. Goles de visitante anotados en partidos cara a cara entre equipos empatados; (No se aplicó ya que los partidos se jugaron en una sede centralizada o neutral).
5. Si más de dos equipos estaban empatados, y después de aplicar todos los criterios de cara a cara anteriores, si un subconjunto de equipos todavía estaba empatado, todos los criterios de cara a cara anteriores se volvieron a aplicar exclusivamente a este subconjunto de equipos;
6. Diferencia de goles en todos los partidos de grupo;
7. Goles anotados en todos los partidos del grupo;
8. Tanda de penaltis si solamente dos equipos que se enfrentaban en la última fecha del grupo estuvieran empatados;
9. Puntos disciplinarios (tarjeta amarilla = 1 punto, tarjeta roja como resultado de dos tarjetas amarillas = 3 puntos, tarjeta roja directa = 3 puntos, tarjeta amarilla seguida de tarjeta roja directa = 4 puntos);
10. Ranking AFC de la asociación.

### Grupo A
| Pos. | Equipo    | Pts. | PJ | G | E | P | GF | GC | Dif. | Clasificación       |     | SEE | KUW | JAB | ANS |
| ---- | --------- | ---- | -- | - | - | - | -- | -- | ---- | ------------------- | --- | --- | --- | --- | --- |
| 1    | Al-Seeb   | 6    | 3  | 2 | 0 | 1 | 6  | 2  | +4   | Semifinales zonales |     | —   | —   | 1–0 | —   |
| 2    | Al-Kuwait | 5    | 3  | 1 | 2 | 0 | 3  | 2  | +1   |                     |     | 2–1 | —   | —   | —   |
| 3    | Jableh    | 4    | 3  | 1 | 1 | 1 | 1  | 1  | 0    |                     | —   | 0–0 | —   | 1–0 |     |
| 4    | Al-Ansar  | 1    | 3  | 0 | 1 | 2 | 1  | 6  | −5   |                     | 0–4 | 1–1 | —   | —   |     |

 Fuente: AFC
| \| Fecha \| Estadio (Ciudad) \| Local \| Resultado \| Visitante \| \| ---------- \| ---------------------------------------------------- \| --------- \| --------- \| --------- \| \| 18 de mayo \| Complejo Deportivo del Sultán Qaboos (Mascate, Omán) \| Al-Seeb \| 1 – 0 \| Jableh \| \| 18 de mayo \| Complejo Deportivo del Sultán Qaboos (Mascate, Omán) \| Al-Ansar \| 1 – 1 \| Al-Kuwait \| \| 21 de mayo \| Complejo Deportivo del Sultán Qaboos (Mascate, Omán) \| Al-Kuwait \| 2 – 1 \| Al-Seeb \| \| 21 de mayo \| Complejo Deportivo del Sultán Qaboos (Mascate, Omán) \| Jableh \| 1 – 0 \| Al-Ansar \| \| 24 de mayo \| Complejo Deportivo del Sultán Qaboos (Mascate, Omán) \| Al-Ansar \| 0 – 4 \| Al-Seeb \| \| 24 de mayo \| Complejo Deportivo del Sultán Qaboos (Mascate, Omán) \| Jableh \| 0 – 0 \| Al-Kuwait \| |                                                      |           |           |           |
| Fecha | Estadio (Ciudad)                                     | Local     | Resultado | Visitante |
| 18 de mayo | Complejo Deportivo del Sultán Qaboos (Mascate, Omán) | Al-Seeb   | 1 – 0     | Jableh    |
| 18 de mayo | Complejo Deportivo del Sultán Qaboos (Mascate, Omán) | Al-Ansar  | 1 – 1     | Al-Kuwait |
| 21 de mayo | Complejo Deportivo del Sultán Qaboos (Mascate, Omán) | Al-Kuwait | 2 – 1     | Al-Seeb   |
| 21 de mayo | Complejo Deportivo del Sultán Qaboos (Mascate, Omán) | Jableh    | 1 – 0     | Al-Ansar  |
| 24 de mayo | Complejo Deportivo del Sultán Qaboos (Mascate, Omán) | Al-Ansar  | 0 – 4     | Al-Seeb   |
| 24 de mayo | Complejo Deportivo del Sultán Qaboos (Mascate, Omán) | Jableh    | 0 – 0     | Al-Kuwait |

### Grupo B
| Pos. | Equipo            | Pts. | PJ | G | E | P | GF | GC | Dif. | Clasificación       |   | ARA | RIF | DHO | SHA |
| ---- | ----------------- | ---- | -- | - | - | - | -- | -- | ---- | ------------------- | - | --- | --- | --- | --- |
| 1    | Al-Arabi          | 7    | 3  | 2 | 1 | 0 | 5  | 3  | +2   | Semifinales zonales |   | —   | —   | —   | 1–0 |
| 2    | Riffa             | 6    | 3  | 2 | 0 | 1 | 8  | 6  | +2   | Semifinales zonales |   | 2–3 | —   | —   | 3–1 |
| 3    | Dhofar            | 4    | 3  | 1 | 1 | 1 | 6  | 4  | +2   |                     |   | 1–1 | 2–3 | —   | —   |
| 4    | Shabab Al-Khaleel | 0    | 3  | 0 | 0 | 3 | 1  | 7  | −6   |                     | — | —   | 0–3 | —   |     |

 Fuente: AFC
| \| Fecha \| Estadio (Ciudad) \| Local \| Resultado \| Visitante \| \| ---------- \| ------------------------------- \| ----------------- \| --------- \| ----------------- \| \| 18 de mayo \| Sabah Al Salem (Kuwait, Kuwait) \| Riffa \| 2 – 3 \| Al-Arabi \| \| 18 de mayo \| Sabah Al Salem (Kuwait, Kuwait) \| Shabab Al-Khaleel \| 0 – 3 \| Dhofar \| \| 21 de mayo \| Sabah Al Salem (Kuwait, Kuwait) \| Al-Arabi \| 1 – 0 \| Shabab Al-Khaleel \| \| 21 de mayo \| Sabah Al Salem (Kuwait, Kuwait) \| Dhofar \| 2 – 3 \| Riffa \| \| 24 de mayo \| Sabah Al Salem (Kuwait, Kuwait) \| Dhofar \| 1 – 1 \| Al-Arabi \| \| 24 de mayo \| Sabah Al Salem (Kuwait, Kuwait) \| Riffa \| 3 – 1 \| Shabab Al-Khaleel \| |                                 |                   |           |                   |
| Fecha | Estadio (Ciudad)                | Local             | Resultado | Visitante         |
| 18 de mayo | Sabah Al Salem (Kuwait, Kuwait) | Riffa             | 2 – 3     | Al-Arabi          |
| 18 de mayo | Sabah Al Salem (Kuwait, Kuwait) | Shabab Al-Khaleel | 0 – 3     | Dhofar            |
| 21 de mayo | Sabah Al Salem (Kuwait, Kuwait) | Al-Arabi          | 1 – 0     | Shabab Al-Khaleel |
| 21 de mayo | Sabah Al Salem (Kuwait, Kuwait) | Dhofar            | 2 – 3     | Riffa             |
| 24 de mayo | Sabah Al Salem (Kuwait, Kuwait) | Dhofar            | 1 – 1     | Al-Arabi          |
| 24 de mayo | Sabah Al Salem (Kuwait, Kuwait) | Riffa             | 3 – 1     | Shabab Al-Khaleel |

### Grupo C
| Pos. | Equipo        | Pts. | PJ | G | E | P | GF | GC | Dif. | Clasificación       |     | ERF | TES | NEJ | HIL |
| ---- | ------------- | ---- | -- | - | - | - | -- | -- | ---- | ------------------- | --- | --- | --- | --- | --- |
| 1    | East Riffa    | 5    | 3  | 1 | 2 | 0 | 4  | 2  | +2   | Semifinales zonales |     | —   | 2–0 | —   | 2–2 |
| 2    | Teshrin       | 4    | 3  | 1 | 1 | 1 | 3  | 3  | 0    |                     |     | —   | —   | 3–1 | 0–0 |
| 3    | Nejmeh        | 4    | 3  | 1 | 1 | 1 | 3  | 3  | 0    |                     | 0–0 | —   | —   | —   |     |
| 4    | Hilal Al-Quds | 2    | 3  | 0 | 2 | 1 | 2  | 4  | −2   |                     | —   | —   | 0–2 | —   |     |

 Fuente: AFC
Notas:
1. 1 2  Puntos en partidos directos: Teshrin 3, Nejmeh 0.

| \| Fecha \| Estadio (Ciudad) \| Local \| Resultado \| Visitante \| \| ---------- \| ---------------------------- \| ------------- \| --------- \| ------------- \| \| 18 de mayo \| Al Muharraq (Manama, Baréin) \| Teshrin \| 0 – 0 \| Hilal Al-Quds \| \| 18 de mayo \| Al Muharraq (Manama, Baréin) \| Nejmeh \| 0 – 0 \| East Riffa \| \| 21 de mayo \| Al Muharraq (Manama, Baréin) \| Hilal Al-Quds \| 0 – 2 \| Nejmeh \| \| 21 de mayo \| Al Muharraq (Manama, Baréin) \| East Riffa \| 2 – 0 \| Teshrin \| \| 24 de mayo \| Al Muharraq (Manama, Baréin) \| Teshrin \| 3 – 1 \| Nejmeh \| \| 24 de mayo \| Al Muharraq (Manama, Baréin) \| East Riffa \| 2 – 2 \| Hilal Al-Quds \| |                              |               |           |               |
| Fecha | Estadio (Ciudad)             | Local         | Resultado | Visitante     |
| 18 de mayo | Al Muharraq (Manama, Baréin) | Teshrin       | 0 – 0     | Hilal Al-Quds |
| 18 de mayo | Al Muharraq (Manama, Baréin) | Nejmeh        | 0 – 0     | East Riffa    |
| 21 de mayo | Al Muharraq (Manama, Baréin) | Hilal Al-Quds | 0 – 2     | Nejmeh        |
| 21 de mayo | Al Muharraq (Manama, Baréin) | East Riffa    | 2 – 0     | Teshrin       |
| 24 de mayo | Al Muharraq (Manama, Baréin) | Teshrin       | 3 – 1     | Nejmeh        |
| 24 de mayo | Al Muharraq (Manama, Baréin) | East Riffa    | 2 – 2     | Hilal Al-Quds |

### Grupo D
| Pos. | Equipo            | Pts. | PJ | G | E | P | GF | GC | Dif. | Clasificación                        |     | ATK | BSK | MZY | GOK |
| ---- | ----------------- | ---- | -- | - | - | - | -- | -- | ---- | ------------------------------------ | --- | --- | --- | --- | --- |
| 1    | ATK Mohun Bagan   | 6    | 3  | 2 | 0 | 1 | 11 | 6  | +5   | Semifinales del play-off inter-zonal |     | —   | 4–0 | —   | —   |
| 2    | Bashundhara Kings | 6    | 3  | 2 | 0 | 1 | 3  | 5  | −2   |                                      |     | —   | —   | 1–0 | —   |
| 3    | Maziya            | 3    | 3  | 1 | 0 | 2 | 3  | 6  | −3   |                                      | 2–5 | —   | —   | 1–0 |     |
| 4    | Gokulam Kerala    | 3    | 3  | 1 | 0 | 2 | 5  | 5  | 0    |                                      | 4–2 | 1–2 | —   | —   |     |

 Fuente: AFC
Notas:
1. 1 2  Puntos en partidos directos: ATK Mohun Bagan 3, Bashundhara Kings 0.
2. 1 2  Puntos en partidos directos: Maziya 3, Gokulam Kerala 0.

| \| Fecha \| Estadio (Ciudad) \| Local \| Resultado \| Visitante \| \| ---------- \| --------------------------------------------- \| ----------------- \| --------- \| ----------------- \| \| 18 de mayo \| Estadio de la Juventud India (Calcuta, India) \| Gokulam Kerala \| 4 – 2 \| ATK Mohun Bagan \| \| 18 de mayo \| Estadio de la Juventud India (Calcuta, India) \| Bashundhara Kings \| 1 – 0 \| Maziya \| \| 21 de mayo \| Estadio de la Juventud India (Calcuta, India) \| ATK Mohun Bagan \| 4 – 0 \| Bashundhara Kings \| \| 21 de mayo \| Estadio de la Juventud India (Calcuta, India) \| Maziya \| 1 – 0 \| Gokulam Kerala \| \| 24 de mayo \| Estadio de la Juventud India (Calcuta, India) \| Gokulam Kerala \| 1 – 2 \| Bashundhara Kings \| \| 24 de mayo \| Estadio de la Juventud India (Calcuta, India) \| Maziya \| 2 – 5 \| ATK Mohun Bagan \| |                                               |                   |           |                   |
| Fecha | Estadio (Ciudad)                              | Local             | Resultado | Visitante         |
| 18 de mayo | Estadio de la Juventud India (Calcuta, India) | Gokulam Kerala    | 4 – 2     | ATK Mohun Bagan   |
| 18 de mayo | Estadio de la Juventud India (Calcuta, India) | Bashundhara Kings | 1 – 0     | Maziya            |
| 21 de mayo | Estadio de la Juventud India (Calcuta, India) | ATK Mohun Bagan   | 4 – 0     | Bashundhara Kings |
| 21 de mayo | Estadio de la Juventud India (Calcuta, India) | Maziya            | 1 – 0     | Gokulam Kerala    |
| 24 de mayo | Estadio de la Juventud India (Calcuta, India) | Gokulam Kerala    | 1 – 2     | Bashundhara Kings |
| 24 de mayo | Estadio de la Juventud India (Calcuta, India) | Maziya            | 2 – 5     | ATK Mohun Bagan   |

### Grupo E
| Pos. | Equipo     | Pts. | PJ | G | E | P | GF | GC | Dif. | Clasificación |     | SOG | ALT | PAM | NEF |
| ---- | ---------- | ---- | -- | - | - | - | -- | -- | ---- | ------------- | --- | --- | --- | --- | --- |
| 1    | Sogdiana   | 9    | 3  | 3 | 0 | 0 | 8  | 3  | +5   | Final zonal   |     | —   | 3–1 | —   | 2–0 |
| 2    | Altyn Asyr | 4    | 3  | 1 | 1 | 1 | 3  | 4  | −1   |               |     | —   | —   | 1–1 | —   |
| 3    | CSKA Pamir | 2    | 3  | 0 | 2 | 1 | 3  | 4  | −1   |               | 2–3 | —   | —   | 0–0 |     |
| 4    | Neftchi    | 1    | 3  | 0 | 1 | 2 | 0  | 3  | −3   |               | —   | 0–1 | —   | —   |     |

 Fuente: AFC
| \| Fecha \| Estadio (Ciudad) \| Local \| Resultado \| Visitante \| \| ----------- \| ----------------------------------- \| ---------- \| --------- \| ---------- \| \| 24 de junio \| Estadio Pamir (Dusambé, Tayikistán) \| Sogdiana \| 2 – 0 \| Neftchi \| \| 24 de junio \| Estadio Pamir (Dusambé, Tayikistán) \| Altyn Asyr \| 1 – 1 \| CSKA Pamir \| \| 27 de junio \| Estadio Pamir (Dusambé, Tayikistán) \| Neftchi \| 0 – 1 \| Altyn Asyr \| \| 27 de junio \| Estadio Pamir (Dusambé, Tayikistán) \| CSKA Pamir \| 2 – 3 \| Sogdiana \| \| 30 de junio \| Estadio Pamir (Dusambé, Tayikistán) \| Sogdiana \| 3 – 1 \| Altyn Asyr \| \| 30 de junio \| Estadio Pamir (Dusambé, Tayikistán) \| CSKA Pamir \| 0 – 0 \| Neftchi \| |                                     |            |           |            |
| Fecha | Estadio (Ciudad)                    | Local      | Resultado | Visitante  |
| 24 de junio | Estadio Pamir (Dusambé, Tayikistán) | Sogdiana   | 2 – 0     | Neftchi    |
| 24 de junio | Estadio Pamir (Dusambé, Tayikistán) | Altyn Asyr | 1 – 1     | CSKA Pamir |
| 27 de junio | Estadio Pamir (Dusambé, Tayikistán) | Neftchi    | 0 – 1     | Altyn Asyr |
| 27 de junio | Estadio Pamir (Dusambé, Tayikistán) | CSKA Pamir | 2 – 3     | Sogdiana   |
| 30 de junio | Estadio Pamir (Dusambé, Tayikistán) | Sogdiana   | 3 – 1     | Altyn Asyr |
| 30 de junio | Estadio Pamir (Dusambé, Tayikistán) | CSKA Pamir | 0 – 0     | Neftchi    |

### Grupo F
| Pos. | Equipo           | Pts. | PJ | G | E | P | GF | GC | Dif. | Clasificación |   | KHU | KOP | DOR |
| ---- | ---------------- | ---- | -- | - | - | - | -- | -- | ---- | ------------- | - | --- | --- | --- |
| 1    | Khujand          | 4    | 2  | 1 | 1 | 0 | 3  | 1  | +2   | Final zonal   |   | —   | —   | 0–0 |
| 2    | Köpetdag Aşgabat | 3    | 2  | 1 | 0 | 1 | 2  | 3  | −1   |               |   | 1–3 | —   | —   |
| 3    | Dordoi Bishkek   | 1    | 2  | 0 | 1 | 1 | 0  | 1  | −1   |               | — | 0–1 | —   |     |

 Fuente: AFC
| \| Fecha \| Estadio (Ciudad) \| Local \| Resultado \| Visitante \| \| ----------- \| -------------------------------------------- \| ----------------------- \| --------- \| ---------------- \| \| 24 de junio \| Estadio Dolen Omurzakov (Biskek, Kirguistán) \| Köpetdag Aşgabat \| 1 – 3 \| Khujand \| \| \| \| Libre: Dordoi Bishkek \| \| \| \| 27 de junio \| Estadio Dolen Omurzakov (Biskek, Kirguistán) \| Dordoi Bishkek \| 0 – 1 \| Köpetdag Aşgabat \| \| \| \| Libre: Khujand \| \| \| \| 30 de junio \| Estadio Dolen Omurzakov (Biskek, Kirguistán) \| Khujand \| 0 – 0 \| Dordoi Bishkek \| \| \| \| Libre: Köpetdag Aşgabat \| \| \| |                                              |                         |           |                  |
| Fecha | Estadio (Ciudad)                             | Local                   | Resultado | Visitante        |
| 24 de junio | Estadio Dolen Omurzakov (Biskek, Kirguistán) | Köpetdag Aşgabat        | 1 – 3     | Khujand          |
| |                                              | Libre: Dordoi Bishkek   |           |                  |
| 27 de junio | Estadio Dolen Omurzakov (Biskek, Kirguistán) | Dordoi Bishkek          | 0 – 1     | Köpetdag Aşgabat |
| |                                              | Libre: Khujand          |           |                  |
| 30 de junio | Estadio Dolen Omurzakov (Biskek, Kirguistán) | Khujand                 | 0 – 0     | Dordoi Bishkek   |
| |                                              | Libre: Köpetdag Aşgabat |           |                  |

### Grupo G
| Pos. | Equipo      | Pts. | PJ | G | E | P | GF | GC | Dif. | Clasificación       |     | KDA | VIS | BAL | KAY |
| ---- | ----------- | ---- | -- | - | - | - | -- | -- | ---- | ------------------- | --- | --- | --- | --- | --- |
| 1    | Kedah       | 6    | 3  | 2 | 0 | 1 | 9  | 4  | +5   | Semifinales zonales |     | —   | 5–1 | —   | 4–1 |
| 2    | Visakha     | 6    | 3  | 2 | 0 | 1 | 8  | 8  | 0    |                     |     | —   | —   | 5–2 | —   |
| 3    | Bali United | 6    | 3  | 2 | 0 | 1 | 5  | 5  | 0    |                     | 2–0 | —   | —   | —   |     |
| 4    | Kaya        | 0    | 3  | 0 | 0 | 3 | 2  | 7  | −5   |                     | —   | 1–2 | 0–1 | —   |     |

 Fuente: AFC
Notas:
1. 1 2 3  Puntos en partidos directos: Kedah 3, Visakha 3, Bali United 3. Gol diferencia en partidos directos: Kedah +2, Visakha –1, Bali United –1. Goles a favor en partidos directos: Visakha 6, Bali United 4.

| \| Fecha \| Estadio (Ciudad) \| Local \| Resultado \| Visitante \| \| ----------- \| ------------------------------------------ \| ----------- \| --------- \| ----------- \| \| 24 de junio \| Kapten I Wayan Dipta (Denpasar, Indonesia) \| Kaya \| 1 – 2 \| Visakha \| \| 24 de junio \| Kapten I Wayan Dipta (Denpasar, Indonesia) \| Bali United \| 2 – 0 \| Kedah \| \| 27 de junio \| Kapten I Wayan Dipta (Denpasar, Indonesia) \| Visakha \| 5 – 2 \| Bali United \| \| 27 de junio \| Kapten I Wayan Dipta (Denpasar, Indonesia) \| Kedah \| 4 – 1 \| Kaya \| \| 30 de junio \| Kapten I Wayan Dipta (Denpasar, Indonesia) \| Kaya \| 0 – 1 \| Bali United \| \| 30 de junio \| Kapten I Wayan Dipta (Denpasar, Indonesia) \| Kedah \| 5 – 1 \| Visakha \| |                                            |             |           |             |
| Fecha | Estadio (Ciudad)                           | Local       | Resultado | Visitante   |
| 24 de junio | Kapten I Wayan Dipta (Denpasar, Indonesia) | Kaya        | 1 – 2     | Visakha     |
| 24 de junio | Kapten I Wayan Dipta (Denpasar, Indonesia) | Bali United | 2 – 0     | Kedah       |
| 27 de junio | Kapten I Wayan Dipta (Denpasar, Indonesia) | Visakha     | 5 – 2     | Bali United |
| 27 de junio | Kapten I Wayan Dipta (Denpasar, Indonesia) | Kedah       | 4 – 1     | Kaya        |
| 30 de junio | Kapten I Wayan Dipta (Denpasar, Indonesia) | Kaya        | 0 – 1     | Bali United |
| 30 de junio | Kapten I Wayan Dipta (Denpasar, Indonesia) | Kedah       | 5 – 1     | Visakha     |

### Grupo H
| Pos. | Equipo            | Pts. | PJ | G | E | P | GF | GC | Dif. | Clasificación       |  | MAK | KLC | TAM |
| ---- | ----------------- | ---- | -- | - | - | - | -- | -- | ---- | ------------------- |  | --- | --- | --- |
| 1    | Makassar          | 4    | 2  | 1 | 1 | 0 | 3  | 1  | +2   | Semifinales zonales |  | —   | 0–0 | —   |
| 2    | Kuala Lumpur City | 4    | 2  | 1 | 1 | 0 | 2  | 1  | +1   | Semifinales zonales |  | —   | —   | 2–1 |
| 3    | Tampines Rovers   | 0    | 2  | 0 | 0 | 2 | 2  | 5  | −3   |                     |  | 1–3 | —   | —   |

 Fuente: AFC
| \| Fecha \| Estadio (Ciudad) \| Local \| Resultado \| Visitante \| \| ----------- \| -------------------------------------------- \| ------------------------ \| --------- \| ----------------- \| \| 24 de junio \| Estadio Kuala Lumpur (Kuala Lumpur, Malasia) \| Makassar \| 0 – 0 \| Kuala Lumpur City \| \| \| \| Libre: Tampines Rovers \| \| \| \| 27 de junio \| Estadio Kuala Lumpur (Kuala Lumpur, Malasia) \| Tampines Rovers \| 1 – 3 \| Makassar \| \| \| \| Libre: Kuala Lumpur City \| \| \| \| 30 de junio \| Estadio Kuala Lumpur (Kuala Lumpur, Malasia) \| Kuala Lumpur City \| 2 – 1 \| Tampines Rovers \| \| \| \| Libre: Makassar \| \| \| |                                              |                          |           |                   |
| Fecha | Estadio (Ciudad)                             | Local                    | Resultado | Visitante         |
| 24 de junio | Estadio Kuala Lumpur (Kuala Lumpur, Malasia) | Makassar                 | 0 – 0     | Kuala Lumpur City |
| |                                              | Libre: Tampines Rovers   |           |                   |
| 27 de junio | Estadio Kuala Lumpur (Kuala Lumpur, Malasia) | Tampines Rovers          | 1 – 3     | Makassar          |
| |                                              | Libre: Kuala Lumpur City |           |                   |
| 30 de junio | Estadio Kuala Lumpur (Kuala Lumpur, Malasia) | Kuala Lumpur City        | 2 – 1     | Tampines Rovers   |
| |                                              | Libre: Makassar          |           |                   |

### Grupo I
| Pos. | Equipo           | Pts. | PJ | G | E | P | GF | GC | Dif. | Clasificación       |     | VIE | HOU | PPC | YEF |
| ---- | ---------------- | ---- | -- | - | - | - | -- | -- | ---- | ------------------- | --- | --- | --- | --- | --- |
| 1    | Viettel          | 9    | 3  | 3 | 0 | 0 | 11 | 3  | +8   | Semifinales zonales |     | —   | 5–2 | —   | 5–1 |
| 2    | Hougang United   | 6    | 3  | 2 | 0 | 1 | 9  | 9  | 0    |                     |     | —   | —   | 4–3 | —   |
| 3    | Phnom Penh Crown | 3    | 3  | 1 | 0 | 2 | 7  | 7  | 0    |                     | 0–1 | —   | —   | 4–2 |     |
| 4    | Young Elephants  | 0    | 3  | 0 | 0 | 3 | 4  | 12 | −8   |                     | —   | 1–3 | —   | —   |     |

 Fuente: AFC
| \| Fecha \| Estadio (Ciudad) \| Local \| Resultado \| Visitante \| \| ----------- \| --------------------------------- \| ---------------- \| --------- \| ---------------- \| \| 24 de junio \| Thống Nhất (Ho Chi Minh, Vietnam) \| Viettel \| 5 – 1 \| Young Elephants \| \| 24 de junio \| Thống Nhất (Ho Chi Minh, Vietnam) \| Hougang United \| 4 – 3 \| Phnom Penh Crown \| \| 27 de junio \| Thống Nhất (Ho Chi Minh, Vietnam) \| Phnom Penh Crown \| 0 – 1 \| Viettel \| \| 27 de junio \| Thống Nhất (Ho Chi Minh, Vietnam) \| Young Elephants \| 1 – 3 \| Hougang United \| \| 30 de junio \| Thống Nhất (Ho Chi Minh, Vietnam) \| Viettel \| 5 – 2 \| Hougang United \| \| 30 de junio \| Thống Nhất (Ho Chi Minh, Vietnam) \| Phnom Penh Crown \| 4 – 2 \| Young Elephants \| |                                   |                  |           |                  |
| Fecha | Estadio (Ciudad)                  | Local            | Resultado | Visitante        |
| 24 de junio | Thống Nhất (Ho Chi Minh, Vietnam) | Viettel          | 5 – 1     | Young Elephants  |
| 24 de junio | Thống Nhất (Ho Chi Minh, Vietnam) | Hougang United   | 4 – 3     | Phnom Penh Crown |
| 27 de junio | Thống Nhất (Ho Chi Minh, Vietnam) | Phnom Penh Crown | 0 – 1     | Viettel          |
| 27 de junio | Thống Nhất (Ho Chi Minh, Vietnam) | Young Elephants  | 1 – 3     | Hougang United   |
| 30 de junio | Thống Nhất (Ho Chi Minh, Vietnam) | Viettel          | 5 – 2     | Hougang United   |
| 30 de junio | Thống Nhất (Ho Chi Minh, Vietnam) | Phnom Penh Crown | 4 – 2     | Young Elephants  |

### Grupo J
| Pos. | Equipo       | Pts. | PJ | G | E | P | GF | GC | Dif. | Clasificación                        |   | EAS | LEE | TAI | CPK |
| ---- | ------------ | ---- | -- | - | - | - | -- | -- | ---- | ------------------------------------ | - | --- | --- | --- | --- |
| 1    | Eastern      | 6    | 2  | 2 | 0 | 0 | 6  | 2  | +4   | Semifinales del play-off inter-zonal |   | —   | —   | 3–1 | —   |
| 2    | Lee Man      | 3    | 2  | 1 | 0 | 1 | 4  | 4  | 0    |                                      |   | 1–3 | —   | —   | —   |
| 3    | Tainan City  | 0    | 2  | 0 | 0 | 2 | 2  | 6  | −4   |                                      | — | 1–3 | —   | —   |     |
| 4    | Chao Pak Kei | 0    | 0  | 0 | 0 | 0 | 0  | 0  | 0    | Retirado                             |   | —   | —   | —   | —   |

 Fuente: AFC
| \| Fecha \| Estadio (Ciudad) \| Local \| Resultado \| Visitante \| \| ----------- \| ------------------------------------ \| ------------ \| --------- \| ------------ \| \| 24 de junio \| Estadio Buriram (Buriram, Tailandia) \| Lee Man \| 1 – 3 \| Eastern \| \| Cancelado \| \| Chao Pak Kei \| – \| Tainan City \| \| 27 de junio \| Estadio Buriram (Buriram, Tailandia) \| Tainan City \| 1 – 3 \| Lee Man \| \| Cancelado \| \| Eastern \| – \| Chao Pak Kei \| \| 30 de junio \| Estadio Buriram (Buriram, Tailandia) \| Eastern \| 3 – 1 \| Tainan City \| \| Cancelado \| \| Lee Man \| – \| Chao Pak Kei \| |                                      |              |           |              |
| Fecha | Estadio (Ciudad)                     | Local        | Resultado | Visitante    |
| 24 de junio | Estadio Buriram (Buriram, Tailandia) | Lee Man      | 1 – 3     | Eastern      |
| Cancelado |                                      | Chao Pak Kei | –         | Tainan City  |
| 27 de junio | Estadio Buriram (Buriram, Tailandia) | Tainan City  | 1 – 3     | Lee Man      |
| Cancelado |                                      | Eastern      | –         | Chao Pak Kei |
| 30 de junio | Estadio Buriram (Buriram, Tailandia) | Eastern      | 3 – 1     | Tainan City  |
| Cancelado |                                      | Lee Man      | –         | Chao Pak Kei |

### Mejores segundos
Para la Zona ASEAN y del Oeste de Asia (tres grupos cada una) pasaron a las Semifinales zonales el mejor segundo, en total fueron dos equipos que avanzaron por este medio.
Zona del Oeste
| Pos. | Grp. | Equipo    | Pts. | PJ | G | E | P | GF | GC | Dif. | Clasificación       |
| ---- | ---- | --------- | ---- | -- | - | - | - | -- | -- | ---- | ------------------- |
| 1    | B    | Riffa     | 6    | 3  | 2 | 0 | 1 | 8  | 6  | +2   | Semifinales zonales |
| 2    | A    | Al-Kuwait | 5    | 3  | 1 | 2 | 0 | 3  | 2  | +1   |                     |
| 3    | C    | Teshrin   | 4    | 3  | 1 | 1 | 1 | 3  | 3  | 0    |                     |

 Fuente: AFC
Criterios de clasificación: 1) Puntos; 2) Diferencia de gol; 3) Goles anotados; 4) Puntos disciplinarios; 5) Sorteo.
Zona ASEAN
| Pos. | Grp. | Equipo            | Pts. | PJ | G | E | P | GF | GC | Dif. | Clasificación       |
| ---- | ---- | ----------------- | ---- | -- | - | - | - | -- | -- | ---- | ------------------- |
| 1    | H    | Kuala Lumpur City | 4    | 2  | 1 | 1 | 0 | 2  | 1  | +1   | Semifinales zonales |
| 2    | G    | Visakha           | 3    | 2  | 1 | 0 | 1 | 6  | 7  | −1   |                     |
| 3    | I    | Hougang United    | 3    | 2  | 1 | 0 | 1 | 6  | 8  | −2   |                     |

 Fuente: AFC
Criterios de clasificación: 1) Puntos; 2) Diferencia de gol; 3) Goles anotados; 4) Puntos disciplinarios; 5) Sorteo.

## Fase eliminatoria
En la fase eliminatoria, los 12 equipos clasificados jugaron un torneo de eliminación directa. Cada eliminatoria se jugó a partido único. La prórroga y la tanda de penaltis se utilizaron para decidir los ganadores si era necesario (Artículos 9.3 y 10.1 del Reglamento). Si dos ganadores de grupo se enfrentaban, el ganador de grupo marcado con * fue el anfitrión del partido.
     – Combinación que se dio en esta edición.
| Clasificado | 1A vs. | 1B vs. | 1C vs. |
| ----------- | ------ | ------ | ------ |
| 2A          | 1C     | 2A     | 1A*    |
| 2B          | 1B*    | 1A     | 2B     |
| 2C          | 2C     | 1C*    | 1B     |

| Clasificado | 1G vs. | 1H vs. | 1I vs. |
| ----------- | ------ | ------ | ------ |
| 2G          | 1I     | 2G     | 1G*    |
| 2H          | 1H*    | 1G     | 2H     |
| 2I          | 1I     | 1I*    | 1H     |

### Equipos clasificados
| Grupo                  | Primeros               | Mejores segundos       |
| Zona del Oeste de Asia | Zona del Oeste de Asia | Zona del Oeste de Asia |
| ---------------------- | ---------------------- | ---------------------- |
| A                      | Al-Seeb                | —                      |
| B                      | Al-Arabi               | Riffa                  |
| C                      | East Riffa             | —                      |
| Zona del Sur de Asia   |                        |                        |
| D                      | ATK Mohun Bagan        | —                      |
| Zona de Asia Central   |                        |                        |
| E                      | Sogdiana               | —                      |
| F                      | Khujand                | —                      |
| Zona ASEAN             |                        |                        |
| G                      | Kedah                  | —                      |
| H                      | Makassar               | Kuala Lumpur City      |
| I                      | Viettel                | —                      |
| Zona de Asia Oriental  |                        |                        |
| J                      | Eastern                | —                      |

### Cuadro de desarrollo
|  | Primera ronda     | Primera ronda     | Primera ronda     |                   |                   | Segunda ronda      | Segunda ronda      | Segunda ronda      |       |                 | Tercera ronda        | Tercera ronda        | Tercera ronda        |       |  | Semifinales      | Semifinales       | Semifinales       |   |  | Final         | Final         | Final         |  |
|  | 9 y 10 de agosto  | 9 y 10 de agosto  | 9 y 10 de agosto  |                   |                   | 17 al 24 de agosto | 17 al 24 de agosto | 17 al 24 de agosto |       |                 | 5 al 7 de septiembre | 5 al 7 de septiembre | 5 al 7 de septiembre |       |  | 4 y 5 de octubre | 4 y 5 de octubre  | 4 y 5 de octubre  |   |  | 22 de octubre | 22 de octubre | 22 de octubre |  |
|  |                   |                   |                   |                   |                   |                    |                    |                    |       |                 |                      |                      |                      |       |  |                  |                   |                   |   |  |               |               |               |  |
|  |                   |                   |                   |                   |                   |                    |                    |                    |       |                 |                      |                      |                      |       |  |                  |                   |                   |   |  |               |               |               |  |
|  |                   |                   |                   |                   |                   |                    |                    |                    |       |                 |                      |                      |                      |       |  |                  |                   |                   |   |  |               |               |               |  |
|  |                   |                   |                   |                   |                   |                    |                    |                    |       |                 |                      |                      |                      |       |  |                  |                   |                   |   |  |               |               |               |  |
|  |                   |                   |                   |                   |                   |                    |                    |                    |       |                 |                      |                      |                      |       |  |                  |                   |                   |   |  |               |               |               |  |
|  |                   | Khujand           | Khujand           | 0                 |                   |                    |                    |                    |       |                 |                      |                      |                      |       |  |                  |                   |                   |   |  |               |               |               |  |
|  |                   |                   |                   | 0                 |                   |                    |                    |                    |       |                 |                      |                      |                      |       |  |                  |                   |                   |   |  |               |               |               |  |
|  |                   |                   | Sogdiana          | Sogdiana          | 4                 |                    |                    |                    |       |                 |                      |                      |                      |       |  |                  |                   |                   |   |  |               |               |               |  |
|  |                   |                   | Sogdiana          | Sogdiana          | 4                 |                    |                    |                    |       |                 |                      |                      |                      |       |  |                  |                   |                   |   |  |               |               |               |  |
|  |                   |                   |                   |                   |                   |                    |                    |                    |       |                 |                      |                      |                      |       |  |                  |                   |                   |   |  |               |               |               |  |
|  |                   |                   |                   |                   |                   |                    |                    |                    |       |                 |                      |                      |                      |       |  |                  |                   |                   |   |  |               |               |               |  |
|  |                   |                   |                   |                   |                   |                    | Sogdiana           | Sogdiana           | 1     |                 |                      |                      |                      |       |  |                  |                   |                   |   |  |               |               |               |  |
|  |                   |                   |                   |                   |                   |                    |                    |                    | 1     |                 |                      |                      |                      |       |  |                  |                   |                   |   |  |               |               |               |  |
|  |                   |                   | Eastern           | Eastern           | 0                 |                    |                    |                    |       |                 |                      |                      |                      |       |  |                  |                   |                   |   |  |               |               |               |  |
|  |                   |                   | Eastern           | Eastern           | 0                 |                    |                    |                    |       |                 |                      |                      |                      |       |  |                  |                   |                   |   |  |               |               |               |  |
|  |                   |                   |                   |                   |                   |                    |                    |                    |       |                 |                      |                      |                      |       |  |                  |                   |                   |   |  |               |               |               |  |
|  |                   |                   |                   |                   |                   |                    |                    |                    |       |                 |                      |                      |                      |       |  |                  |                   |                   |   |  |               |               |               |  |
|  |                   |                   |                   |                   |                   |                    |                    |                    |       |                 |                      |                      |                      |       |  |                  |                   |                   |   |  |               |               |               |  |
|  |                   |                   |                   |                   |                   |                    |                    |                    |       |                 |                      |                      |                      |       |  |                  |                   |                   |   |  |               |               |               |  |
|  |                   |                   |                   |                   |                   |                    |                    |                    |       |                 |                      |                      |                      |       |  |                  |                   |                   |   |  |               |               |               |  |
|  |                   |                   |                   |                   |                   |                    |                    |                    |       |                 |                      |                      |                      |       |  |                  |                   |                   |   |  |               |               |               |  |
|  |                   |                   |                   |                   |                   |                    |                    |                    |       |                 |                      |                      |                      |       |  |                  |                   |                   |   |  |               |               |               |  |
|  |                   |                   |                   |                   |                   |                    |                    |                    |       |                 |                      |                      |                      |       |  |                  |                   |                   |   |  |               |               |               |  |
|  |                   |                   |                   |                   |                   |                    |                    |                    |       |                 |                      | Sogdiana             | Sogdiana             | 0 (3) |  |                  |                   |                   |   |  |               |               |               |  |
|  |                   |                   |                   |                   |                   |                    |                    |                    |       |                 |                      |                      |                      | 0 (3) |  |                  |                   |                   |   |  |               |               |               |  |
|  |                   |                   | Kuala Lumpur City | Kuala Lumpur City | 0 (5)             |                    |                    |                    |       |                 |                      |                      |                      |       |  |                  |                   |                   |   |  |               |               |               |  |
|  | Viettel           | Viettel           | Kuala Lumpur City | Kuala Lumpur City | 0 (5)             | 0 (5)              |                    |                    |       |                 |                      |                      |                      |       |  |                  |                   |                   |   |  |               |               |               |  |
|  | Viettel           | Viettel           |                   |                   |                   |                    |                    |                    |       |                 |                      |                      |                      |       |  |                  |                   |                   |   |  |               |               |               |  |
|  | Kuala Lumpur City | Kuala Lumpur City | 0 (6)             |                   |                   |                    |                    |                    |       |                 |                      |                      |                      |       |  |                  |                   |                   |   |  |               |               |               |  |
|  | Kuala Lumpur City | Kuala Lumpur City | 0 (6)             |                   | Kuala Lumpur City | Kuala Lumpur City  | 5                  |                    |       |                 |                      |                      |                      |       |  |                  |                   |                   |   |  |               |               |               |  |
|  |                   |                   |                   |                   | Kuala Lumpur City | Kuala Lumpur City  | 5                  |                    |       |                 |                      |                      |                      |       |  |                  |                   |                   |   |  |               |               |               |  |
|  |                   |                   | Makassar          | Makassar          | 2                 |                    |                    |                    |       |                 |                      |                      |                      |       |  |                  |                   |                   |   |  |               |               |               |  |
|  | Makassar          | Makassar          | Makassar          | Makassar          | 2                 | 2                  |                    |                    |       |                 |                      |                      |                      |       |  |                  |                   |                   |   |  |               |               |               |  |
|  | Makassar          | Makassar          |                   |                   |                   |                    |                    |                    |       |                 |                      |                      |                      |       |  |                  |                   |                   |   |  |               |               |               |  |
|  | Kedah             | Kedah             | 1                 |                   |                   |                    |                    |                    |       |                 |                      |                      |                      |       |  |                  |                   |                   |   |  |               |               |               |  |
|  | Kedah             | Kedah             | 1                 |                   |                   |                    |                    |                    |       | ATK Mohun Bagan | ATK Mohun Bagan      | 1                    |                      |       |  |                  |                   |                   |   |  |               |               |               |  |
|  |                   |                   |                   |                   |                   |                    |                    |                    |       | ATK Mohun Bagan | ATK Mohun Bagan      | 1                    |                      |       |  |                  |                   |                   |   |  |               |               |               |  |
|  |                   |                   | Kuala Lumpur City | Kuala Lumpur City | 3                 |                    |                    |                    |       |                 |                      |                      |                      |       |  |                  |                   |                   |   |  |               |               |               |  |
|  |                   |                   | Kuala Lumpur City | Kuala Lumpur City | 3                 |                    |                    |                    |       |                 |                      |                      |                      |       |  |                  |                   |                   |   |  |               |               |               |  |
|  |                   |                   |                   |                   |                   |                    |                    |                    |       |                 |                      |                      |                      |       |  |                  |                   |                   |   |  |               |               |               |  |
|  |                   |                   |                   |                   |                   |                    |                    |                    |       |                 |                      |                      |                      |       |  |                  |                   |                   |   |  |               |               |               |  |
|  |                   |                   |                   |                   |                   |                    |                    |                    |       |                 |                      |                      |                      |       |  |                  |                   |                   |   |  |               |               |               |  |
|  |                   |                   |                   |                   |                   |                    |                    |                    |       |                 |                      |                      |                      |       |  |                  |                   |                   |   |  |               |               |               |  |
|  |                   |                   |                   |                   |                   |                    |                    |                    |       |                 |                      |                      |                      |       |  |                  |                   |                   |   |  |               |               |               |  |
|  |                   |                   |                   |                   |                   |                    |                    |                    |       |                 |                      |                      |                      |       |  |                  |                   |                   |   |  |               |               |               |  |
|  |                   |                   |                   |                   |                   |                    |                    |                    |       |                 |                      |                      |                      |       |  |                  |                   |                   |   |  |               |               |               |  |
|  |                   |                   |                   |                   |                   |                    |                    |                    |       |                 |                      |                      |                      |       |  |                  |                   |                   |   |  |               |               |               |  |
|  |                   |                   |                   |                   |                   |                    |                    |                    |       |                 |                      |                      |                      |       |  |                  | Kuala Lumpur City | Kuala Lumpur City | 0 |  |               |               |               |  |
|  |                   |                   |                   |                   |                   |                    |                    |                    |       |                 |                      |                      |                      |       |  |                  |                   |                   | 0 |  |               |               |               |  |
|  |                   |                   | Al-Seeb           | Al-Seeb           | 3                 |                    |                    |                    |       |                 |                      |                      |                      |       |  |                  |                   |                   |   |  |               |               |               |  |
|  |                   |                   | Al-Seeb           | Al-Seeb           | 3                 |                    |                    |                    |       |                 |                      |                      |                      |       |  |                  |                   |                   |   |  |               |               |               |  |
|  |                   |                   |                   |                   |                   |                    |                    |                    |       |                 |                      |                      |                      |       |  |                  |                   |                   |   |  |               |               |               |  |
|  |                   |                   |                   |                   |                   |                    |                    |                    |       |                 |                      |                      |                      |       |  |                  |                   |                   |   |  |               |               |               |  |
|  |                   |                   |                   |                   |                   |                    |                    |                    |       |                 |                      |                      |                      |       |  |                  |                   |                   |   |  |               |               |               |  |
|  |                   |                   |                   |                   |                   |                    |                    |                    |       |                 |                      |                      |                      |       |  |                  |                   |                   |   |  |               |               |               |  |
|  |                   |                   |                   |                   |                   |                    |                    |                    |       |                 |                      |                      |                      |       |  |                  |                   |                   |   |  |               |               |               |  |
|  |                   |                   |                   |                   |                   |                    |                    |                    |       |                 |                      |                      |                      |       |  |                  |                   |                   |   |  |               |               |               |  |
|  |                   |                   |                   |                   |                   |                    |                    |                    |       |                 |                      |                      |                      |       |  |                  |                   |                   |   |  |               |               |               |  |
|  |                   |                   |                   |                   |                   |                    |                    |                    |       |                 |                      |                      |                      |       |  |                  |                   |                   |   |  |               |               |               |  |
|  |                   |                   |                   |                   |                   |                    | Al-Arabi           | Al-Arabi           | 1     |                 |                      |                      |                      |       |  |                  |                   |                   |   |  |               |               |               |  |
|  |                   |                   |                   |                   |                   |                    |                    |                    | 1     |                 |                      |                      |                      |       |  |                  |                   |                   |   |  |               |               |               |  |
|  |                   |                   | Al-Seeb (t. s.)   | Al-Seeb (t. s.)   | 2                 |                    |                    |                    |       |                 |                      |                      |                      |       |  |                  |                   |                   |   |  |               |               |               |  |
|  |                   |                   | Al-Seeb (t. s.)   | Al-Seeb (t. s.)   | 2                 |                    |                    |                    |       |                 |                      |                      |                      |       |  |                  |                   |                   |   |  |               |               |               |  |
|  |                   |                   |                   |                   |                   |                    |                    |                    |       |                 |                      |                      |                      |       |  |                  |                   |                   |   |  |               |               |               |  |
|  |                   |                   |                   |                   |                   |                    |                    |                    |       |                 |                      |                      |                      |       |  |                  |                   |                   |   |  |               |               |               |  |
|  |                   |                   |                   |                   |                   |                    |                    |                    |       |                 |                      |                      |                      |       |  |                  |                   |                   |   |  |               |               |               |  |
|  |                   |                   |                   |                   |                   |                    |                    |                    |       |                 |                      |                      |                      |       |  |                  |                   |                   |   |  |               |               |               |  |
|  |                   |                   |                   |                   |                   |                    |                    |                    |       |                 |                      |                      |                      |       |  |                  |                   |                   |   |  |               |               |               |  |
|  |                   |                   |                   |                   |                   |                    |                    |                    |       |                 |                      |                      |                      |       |  |                  |                   |                   |   |  |               |               |               |  |
|  |                   |                   |                   |                   |                   |                    |                    |                    |       |                 |                      |                      |                      |       |  |                  |                   |                   |   |  |               |               |               |  |
|  |                   |                   |                   |                   |                   |                    |                    |                    |       |                 |                      |                      |                      |       |  |                  |                   |                   |   |  |               |               |               |  |
|  |                   |                   |                   |                   |                   |                    |                    |                    |       |                 |                      | Al-Seeb              | Al-Seeb              | 4     |  |                  |                   |                   |   |  |               |               |               |  |
|  |                   |                   |                   |                   |                   |                    |                    |                    |       |                 |                      |                      |                      | 4     |  |                  |                   |                   |   |  |               |               |               |  |
|  |                   |                   | Riffa             | Riffa             | 0                 |                    |                    |                    |       |                 |                      |                      |                      |       |  |                  |                   |                   |   |  |               |               |               |  |
|  |                   |                   | Riffa             | Riffa             | 0                 |                    |                    |                    |       |                 |                      |                      |                      |       |  |                  |                   |                   |   |  |               |               |               |  |
|  |                   |                   |                   |                   |                   |                    |                    |                    |       |                 |                      |                      |                      |       |  |                  |                   |                   |   |  |               |               |               |  |
|  |                   |                   |                   |                   |                   |                    |                    |                    |       |                 |                      |                      |                      |       |  |                  |                   |                   |   |  |               |               |               |  |
|  |                   |                   |                   |                   |                   |                    |                    |                    |       |                 |                      |                      |                      |       |  |                  |                   |                   |   |  |               |               |               |  |
|  |                   |                   |                   |                   |                   |                    |                    |                    |       |                 |                      |                      |                      |       |  |                  |                   |                   |   |  |               |               |               |  |
|  |                   |                   |                   |                   |                   |                    |                    |                    |       |                 |                      |                      |                      |       |  |                  |                   |                   |   |  |               |               |               |  |
|  |                   |                   |                   |                   |                   |                    |                    |                    |       |                 |                      |                      |                      |       |  |                  |                   |                   |   |  |               |               |               |  |
|  |                   |                   |                   |                   |                   |                    |                    |                    |       |                 |                      |                      |                      |       |  |                  |                   |                   |   |  |               |               |               |  |
|  |                   |                   |                   |                   |                   |                    |                    |                    |       |                 |                      |                      |                      |       |  |                  |                   |                   |   |  |               |               |               |  |
|  |                   |                   |                   |                   |                   |                    | East Riffa         | East Riffa         | 1 (4) |                 |                      |                      |                      |       |  |                  |                   |                   |   |  |               |               |               |  |
|  |                   |                   |                   |                   |                   |                    |                    |                    | 1 (4) |                 |                      |                      |                      |       |  |                  |                   |                   |   |  |               |               |               |  |
|  |                   |                   | Riffa             | Riffa             | 1 (5)             |                    |                    |                    |       |                 |                      |                      |                      |       |  |                  |                   |                   |   |  |               |               |               |  |
|  |                   |                   | Riffa             | Riffa             | 1 (5)             |                    |                    |                    |       |                 |                      |                      |                      |       |  |                  |                   |                   |   |  |               |               |               |  |
|  |                   |                   |                   |                   |                   |                    |                    |                    |       |                 |                      |                      |                      |       |  |                  |                   |                   |   |  |               |               |               |  |
|  |                   |                   |                   |                   |                   |                    |                    |                    |       |                 |                      |                      |                      |       |  |                  |                   |                   |   |  |               |               |               |  |
|  |                   |                   |                   |                   |                   |                    |                    |                    |       |                 |                      |                      |                      |       |  |                  |                   |                   |   |  |               |               |               |  |
|  |                   |                   |                   |                   |                   |                    |                    |                    |       |                 |                      |                      |                      |       |  |                  |                   |                   |   |  |               |               |               |  |
|  |                   |                   |                   |                   |                   |                    |                    |                    |       |                 |                      |                      |                      |       |  |                  |                   |                   |   |  |               |               |               |  |
|  |                   |                   |                   |                   |                   |                    |                    |                    |       |                 |                      |                      |                      |       |  |                  |                   |                   |   |  |               |               |               |  |
|  |                   |                   |                   |                   |                   |                    |                    |                    |       |                 |                      |                      |                      |       |  |                  |                   |                   |   |  |               |               |               |  |
|  |                   |                   |                   |                   |                   |                    |                    |                    |       |                 |                      |                      |                      |       |  |                  |                   |                   |   |  |               |               |               |  |
|  |                   |                   |                   |                   |                   |                    |                    |                    |       |                 |                      |                      |                      |       |  |                  |                   |                   |   |  |               |               |               |  |
|  |                   |                   |                   |                   |                   |                    |                    |                    |       |                 |                      |                      |                      |       |  |                  |                   |                   |   |  |               |               |               |  |

- Nota: En todas las rondas, el equipo ubicado en la primera línea de cada llave es el que ejerció la localía del encuentro, la final se jugó en sede neutral.

### Semifinales zonales
- Zona del Oeste de Asia

Al-Arabi – Al-Seeb
| 5 de septiembre | Al-Arabi   | 1:2 (0:0, 0:0) (t. s.) | Al-Seeb                          | Estadio Al Kuwait Sports Club, Kuwait                      |                                                            |
| 20:00 (UTC+3)   | Eduwo 112' | Reporte                | Al-Ghassani 95' · Al-Yahyaei 99' | Asistencia: 5200 espectadores Árbitro(s): Sivakorn Pu-udom | Asistencia: 5200 espectadores Árbitro(s): Sivakorn Pu-udom |

East Riffa – Riffa
| 6 de septiembre | East Riffa                                                        | 1:1 (0:0, 0:0) (t. s.)(4:5 p.) | Riffa                                                          | Estadio Al Muharraq, Arad                              |                                                        |
| 20:00 (UTC+3)   | Shallal 117'                                                      | Reporte                        | Haram 114'                                                     | Asistencia: 2554 espectadores Árbitro(s): Kim Woo-sung | Asistencia: 2554 espectadores Árbitro(s): Kim Woo-sung |
|                 |                                                                   | Tiros desde el punto penal     |                                                                |                                                        |                                                        |
|                 | Bodahoom · Al-Shaikh · Shallal · Khelaif · Al-Husaini · Abdulnabi |                                | Haram · Al-Romaihi · Marhoon · Al-Malki · Al-Aswad · Derrardja |                                                        |                                                        |

- Zona ASEAN

Makassar – Kedah
| 9 de agosto   | Makassar                  | 2:1 (1:0) | Kedah      | Estadio Kapten I Wayan Dipta, Bali                         |                                                            |
| 19:00 (UTC+8) | Yakob 31' · Fernandes 54' | Reporte   | Fayadh 86' | Asistencia: 368 espectadores Árbitro(s): Akhrol Risquallev | Asistencia: 368 espectadores Árbitro(s): Akhrol Risquallev |

Viettel – Kuala Lumpur City
| 10 de agosto  | Viettel | 0:0 (t. s.)(5:6 p.)        | Kuala Lumpur City                                             | Estadio Thống Nhất, Ho Chi Minh                        |                                                        |
| 18:00 (UTC+7) | | Reporte                    |                                                               | Asistencia: 3016 espectadores Árbitro(s): Ahmed Al-Kaf | Asistencia: 3016 espectadores Árbitro(s): Ahmed Al-Kaf |
|               | | Tiros desde el punto penal |                                                               |                                                        |                                                        |
|               | Nguyễn Hoàng Đức · Hồ Khắc Ngọc · Nhâm Mạnh Dũng · Trần Danh Trung · Phan Tuấn Tài · Dương Văn Hào · Bùi Duy Thường |                            | Josué · Irfan · Hadin · Morales · Gallifuoco · Zhafri · Akram |                                                        |                                                        |

### Finales zonales
- Zona del Oeste de Asia

Al-Seeb – Riffa
| 4 de octubre  | Al-Seeb                                                       | 4:0 (0:0) | Riffa | Estadio Al-Seeb, Seeb                                   |                                                         |
| 19:00 (UTC+4) | Al-Muqbali 47' · Al-Siyabi 62' · Al-Yahyaei 79' · Dauda 90+2' | Reporte   |       | Asistencia: 11 680 espectadores Árbitro(s): Jumpei Iida | Asistencia: 11 680 espectadores Árbitro(s): Jumpei Iida |

- Zona de Asia Central

Khujand – Sogdiana
| 17 de agosto  | Khujand | 0:4 (0:3) | Sogdiana                                           | Estadio 20 Años de Independencia, Juyand              |                                                       |
| 15:30 (UTC+5) |         | Reporte   | Hasanov 13', 21' · Norkhonov 30' · Qakhramanov 79' | Asistencia: 5600 espectadores Árbitro(s): Kim Hee-gon | Asistencia: 5600 espectadores Árbitro(s): Kim Hee-gon |

- Zona ASEAN

Kuala Lumpur City – Makassar
| 24 de agosto  | Kuala Lumpur City                                                             | 5:2 (2:0) | Makassar                 | Estadio Kuala Lumpur, Kuala Lumpur                     |                                                        |
| 21:00 (UTC+8) | Morales 33' · Mintah 45+2' · Paulo Josué 52' (pen.), 84' · Azman 90+4' (pen.) | Reporte   | Sayuri 58' · Tanjung 63' | Asistencia: 2905 espectadores Árbitro(s): Yusuke Araki | Asistencia: 2905 espectadores Árbitro(s): Yusuke Araki |

### Semifinales de la eliminatoria inter-zonal
Sogdiana – Eastern
| 6 de septiembre | Sogdiana      | 1:0 (0:0) | Eastern | Estadio Sogdiana, Yizaj                                  |                                                          |
| 18:00 (UTC+5)   | Norkhonov 85' | Reporte   |         | Asistencia: 7150 espectadores Árbitro(s): Ahmed Al-Alili | Asistencia: 7150 espectadores Árbitro(s): Ahmed Al-Alili |

ATK Mohun Bagan – Kuala Lumpur City
| 7 de septiembre | ATK Mohun Bagan | 1:3 (0:0) | Kuala Lumpur City                             | Yuva Bharati Krirangan, Calcuta                             |                                                             |
| 19:00 (UTC+5:30) | Molla 90+1'     | Reporte   | Paulo Josué 60' · Aiman 90+2' · Morales 90+5' | Asistencia: 18 594 espectadores Árbitro(s): Khaled Al-Teris | Asistencia: 18 594 espectadores Árbitro(s): Khaled Al-Teris |
| ATK Mohun Bagan había sido suspendido temporalmente de participar en el torneo, debido a la sanción impuesta a la Federación de Fútbol de la India por parte de la FIFA. ATK Mohun Bagan pudo competir en el torneo, dado que se levantó la prohibición antes del 7 de septiembre de 2022, la fecha en la que originalmente se programó el partido. |                 |           |                                               |                                                             |                                                             |

### Final de la eliminatoria inter-zonal
Sogdiana – Kuala Lumpur City
| 5 de octubre  | Sogdiana                                      | 0:0 (t. s.)(3:5 p.)        | Kuala Lumpur City                                    | Estadio Sogdiana, Yizaj                             |                                                     |
| 18:00 (UTC+5) |                                               | Reporte                    |                                                      | Asistencia: 6157 espectadores Árbitro(s): Ali Sabah | Asistencia: 6157 espectadores Árbitro(s): Ali Sabah |
|               |                                               | Tiros desde el punto penal |                                                      |                                                     |                                                     |
|               | - Kakhramonov - Jurabekov - Čermelj - Gafurov |                            | - Paulo Josué - Morales - Hadin - Akram - Gallifuoco |                                                     |                                                     |

### Final
Kuala Lumpur City – Al-Seeb
| 22 de octubre | Kuala Lumpur City | 0:3 (0:2) | Al-Seeb                                           | Estadio Nacional Bukit Jalil, Kuala Lumpur            |                                                       |
| 19:00 (UTC+8) |                   | Reporte   | Al-Busaidi 22' · Al-Muqbali 37' · Al-Ghassani 69' | Asistencia: 2905 espectadores Árbitro(s): Shaun Evans | Asistencia: 2905 espectadores Árbitro(s): Shaun Evans |

| Kuala Lumpur City | Al-Seeb |

| POR          | 1  | Kevin Ray Mendoza        |
| DEF          | 4  | Kamal Azizi 85'          |
| DEF          | 9  | Giancarlo Gallifuoco 57' |
| DEF          | 17 | Irfan Zakaria            |
| DEF          | 7  | Declan Lambert           |
| MED          | 8  | Zhafri Yahya 90+1'       |
| MED          | 6  | Ryan Lambert 71'         |
| MED          | 14 | Akram Mahinan 52'        |
| MED          | 16 | Partiban Janasekaran 70' |
| MED          | 28 | Paulo Josué 90+2'        |
| DEL          | 7  | Romel Morales            |
| Substitutos: |    |                          |
| DEL          | 37 | Haqimi Azim Rosli 70'    |
| MED          | 27 | Hadin Azman 71'          |
| DEF          | 25 | Anwar Ibrahim 88' 85'    |
| MED          | 21 | Kenny Pallraj 90+1'      |
| DEL          | 10 | Safee Sali 90+2'         |
| MED          | 29 | Arif Shaqirin            |
| DEL          | 30 | Fakrul Aiman Sidid       |
| DEF          | 33 | Muhammad Faudzi          |
| POR          | 44 | Azri Ghani               |
| Entrenador:  |    |                          |
| Bojan Hodak  |    |                          |

| POR          | 1  | Ahmed Al-Rawahi                |
| DEF          | 4  | Hassan Al-Ajmi                 |
| DEF          | 5  | Juma Al-Habsi                  |
| DEF          | 13 | Mohammed Al-Musalami 80'       |
| DEF          | 17 | Ali Al-Busaidi                 |
| MED          | 28 | Mohammed Said Al-Habsi 55' 61' |
| MED          | 27 | Eid Al-Farsi 27'               |
| MED          | 40 | Daniel Ajibola                 |
| MED          | 28 | Salaah Al-Yahyaei 75'          |
| DEL          | 9  | Abdul Aziz Al-Muqbali 88'      |
| DEL          | 16 | Muhsen Al-Ghassani             |
| Substitutos: |    |                                |
| DEL          | 10 | Ahmed Al-Siyabi 72' 61'        |
| DEL          | 14 | Cosmos Dauda 75'               |
| MED          | 2  | Mohamed Ramadhan 88'           |
| MED          | 24 | Tameem Al-Balushi 89'          |
| DEL          | 8  | Marwan Mubarak                 |
| DEL          | 15 | Mohamed Al-Hatmi               |
| DEF          | 19 | Yousuf Al-Malki                |
| MED          | 38 | Issam Almakhzoomi              |
| POR          | 45 | Muatasim Al-Wahaibi            |
| POR          | 80 | Abdullah Al-Shabibi            |
| Entrenador:  |    |                                |
| Rashid Jaber |    |                                |

|                             |
| Bandera de Omán             |
| Campeón Al-Seeb 1.er título |

## Máximos goleadores
Equipo eliminado / inactivo en esta ronda.
     El jugador no está en el equipo pero el equipo sigue activo para esta ronda
| N.° | Jugador              | Equipo            | J1 | J2 | J3 | ZSF | ZF | ISF | IF | F | Total |
| --- | -------------------- | ----------------- | -- | -- | -- | --- | -- | --- | -- | - | ----- |
| 1   | Jasur Hasanov        | Sogdiana Jizzakh  |    | 1  | 2  |     | 2  |     |    |   | 5     |
| 1   | Paulo Josué          | Kuala Lumpur City |    |    | 2  |     | 2  | 1   |    |   | 5     |
| 1   | Pedro Paulo          | Viettel           | 3  |    | 2  |     |    |     |    |   | 5     |
| 4   | Pedro Bortoluzo      | Hougang United    | 1  | 1  | 2  |     |    |     |    |   | 4     |
| 4   | Liston Colaco        | ATK Mohun Bagan   | 1  | 3  |    |     |    |     |    |   | 4     |
| 4   | Mahmoud Al-Mardi     | Kedah Darul Aman  |    | 1  | 3  |     |    |     |    |   | 4     |
| 4   | Shokhruz Norkhonov   | Sogdiana Jizzakh  |    | 2  |    |     | 1  | 1   |    |   | 4     |
| 4   | Fayadh Zulkifli      | Kedah Darul Aman  |    | 2  | 1  | 1   |    |     |    |   | 4     |
| 9   | Kamil Al-Aswad       | Al-Riffa          |    | 2  | 1  |     |    |     |    |   | 3     |
| 9   | Víctor Bertomeu      | Eastern           | 2  |    | 1  |     |    |     |    |   | 3     |
| 9   | Bounphachan Bounkong | Young Elephants   | 1  | 1  | 1  |     |    |     |    |   | 3     |
| 9   | Muhsen Al-Ghassani   | Al-Seeb           |    | 1  |    | 1   |    |     |    | 1 | 3     |
| 9   | Ablaye Mbengue       | Al-Arabi          | 1  | 1  | 1  |     |    |     |    |   | 3     |